# Ерфтштадт
Ерфтштадт (нім. Erftstadt) — місто в Німеччині, знаходиться в землі Північний Рейн-Вестфалія. Підпорядковується адміністративному округу Кельн. Входить до складу району Райн-Ерфт.
Площа — 119,88 км2. Населення становить 50 060 ос. (станом на 31 грудня 2020).